# Carex purpureosquamata
Carex purpureosquamata är en halvgräsart som beskrevs av Lun Kai Dai. Carex purpureosquamata ingår i släktet starrar, och familjen halvgräs. Inga underarter finns listade i Catalogue of Life.